# Boj o těžkou vodu (1948)
Boj o těžkou vodu (norsky Kampen om tungtvannet, francouzsky La Bataille de l'eau lourde) je polodokumentární film (dokudrama) z roku 1948, natočený v koprodukci Norska a Francie podle skutečných událostí za 2 sv. války: německý jaderný program a jeho vážné narušení norskými odbojáři během operace Telemark. Ve Francii se stal druhým nejúspěšnějším filmem roku (skoro 5,4 miliónu diváků).
Fotografie v infoboxu je ze slavnostní norské premiéry filmu 5. února 1948, na které norský král Haakon VII. podává ruku odbojářům ze skupiny „Gunnerside“, kteří ve filmu hráli sami sebe. Ve snímku je použita též řada dokumentárních archivních záběrů, na kterých jsou zaznamenání Winston Churchill, Dwight D. Eisenhower, Joseph Goebbels a Adolf Hitler. Na MFF v Benátkách film získal Medaili ENIC a dále byl nominován na Velkou mezinárodní cenu.

## Obsazení filmu
Pojmem „skupina Grouse → Swallow“ se v tomto kontextu rozumí ti členové norského odboje, kteří byli v Norsku vysazeni jako „skupina Grouse“ již v roce 1942 a přežili do roku 1943, kdy se po spojení s novým výsadkem „skupiny Gunnerside“ přejmenovali na „Swallow“.

### Skupina Gunnerside
| Claus Wiese    | Joachim Rønneberg: velitel skupiny Gunnerside               |
| Knut Haukelid  | sám sebe: skutečný zástupce velitele skupiny Gunnerside (*) |
| Fredrik Kayser | sám sebe: člen skupiny Gunnerside                           |
| Hans Storhaug  | sám sebe: člen skupiny Gunnerside (později další akce)      |
| Andreas Aabel  | Kasper Idland: člen skupiny Gunnerside                      |
| Henki Kolstad  | Einar Skinnarland: radista, člen skupiny Gunnerside         |
| Øyvind Øyen    | profesor, major Leif Tronstad (#)                           |

- (*) Knut Haukelid byl později (1944) velitelem malé skupiny, která potopila trajekt SF Hydro s těžkou vodou. Je také autorem autobiografie o těchto operacích, která vyšla v několika vydáních pod různými názvy (viz níže).
- (#) Leif Tronstad byl původně významný norský vědec a chemik. Po německé invazi se nejprve účastnil norského hnutí odporu, těsně před zatčením gestapem uprchl do Spojeného království. Zde se stal zpravodajským důstojníkem SOE. Bývá uváděn jako člen „skupiny Gunnerside“, kterou v Británii připravoval, ale Britové mu nedovolili odletět do Norska, protože byl pro ně příliš cenný. Zahynul v roce 1945, když si několik měsíců předtím přece jen vymohl nasazení v Norsku.
- Sedmým členem „skupiny Gunnerside“ skutečně vysazeným v Norsku, byl Birger Strømsheim.

### Skupina Grouse → Swallow
| Jens-Anton Poulsson | sám sebe: velitel týmu Grouse → Swallow   |
| Arne Kjelstrup      | sám sebe: člen týmu Grouse → Swallow      |
| Claus Helberg       | sám sebe: člen týmu Grouse → Swallow      |
| Johannes Eckhoff    | Knut Haugland: člen týmu Grouse → Swallow |

### Potopení SF Hydro
| Knut Haukelid    | sám sebe: velitel skupiny (předtím zástupce velitele skupiny Gunnerside) |
| Knut Lier-Hansen | sám sebe                                                                 |
| Rolf Sørlie      | sám sebe                                                                 |

### Jiné skutečné a fiktivní osoby
| Torstein Skinnarland           | sám sebe, hrázný přehrady                                           |
| Frédéric Joliot-Curie          | sám sebe: francouzský jaderný fyzik a chemik, nositel Nobelovy ceny |
| Hans von Halban (H. H. Halban) | sám sebe: francouzský jaderný fyzik                                 |
| Lew Kowarski                   | sám sebe: rusko-francouzský jaderný fyzik                           |
| Raoul Dautry                   | sám sebe: francouzský inženýr a politik                             |
| Johannes Eckhoff               | norský herec, role ve filmu nezjištěna                              |
| David Knudsen                  | norský herec, role ve filmu nezjištěna                              |
| Harald Schwenzen               | norský herec, role ve filmu nezjištěna                              |

## Název filmu a jiná díla
Originální norský název Kampen om tungtvannet byl znovu použit v roce 2015 pro stejnojmenný norský seriál, který se zabývá rovněž těmito událostmi, ale se zdůrazněním role norského zpravodajského důstojníka Leifa Tronstada (původně vědec a chemik, který společně s Jomarem Brunem v roce 1934 výrobu těžké vody v továrně Norsk Hydro vedle hydroelektrárny Vemork u města Rjukan v kraji Telemark vymyslel a zavedl).
Francouzský název filmu z roku 1948 odpovídá norskému, zatímco v anglicky mluvících zemích byl film promítán pod názvem Operation Swallow: The Battle for Heavy Water, který je přinejmenším poněkud zavádějící, protože skupina norských odbojářů vyslaná v roce 1943 se jmenovala „Gunnerside“ a až v norských horách se s ní spojily zbytky jedné ze dvou skupin z roku 1942, která se původně jmenovala „Grouse“ a teprve po setkání obou skupin se přejmenovala na „Swallow“.
Kromě toho Knut Haukelid (zástupce velitele skupiny „Gunnerside“) vydal v roce 1947 (tedy rok před filmem) autobiografickou knihu o těchto událostech pod názvem Det demrer en dag. V roce 1953 vyšlo druhé upravené norské vydání pod názvem Kampen om tungtvannet, tedy shodným s filmem.  Toto druhé norské vydání pak vyšlo v roce 1954 poprvé anglicky pod zcela odlišným názvem Skis Against the Atom (Lyže proti atomu)., 2. přepracované a rozšířené anglické vydání vyšlo pod stejným názvem v roce 1989.